# Estação Méier
Méier é uma estação de trem no bairro do Méier, Zona Norte do Rio de Janeiro, possuindo integração rodoviária com a maioria dos bairros da capital fluminense.

## História
A estação foi inaugurada em 13 de maio de 1889. Em 1902, a EFCB informava que "a estação dava correspondência com os bondes de Inhaúma". Com a eletrificação da Central do Brasil, ocorrida na década de 1930, recebe novas passarelas e edifício de acesso sobre os trilhos.
Após passar por várias gestões públicas federais (EFCB, RFFSA e CBTU) e estaduais (Flumitrens), a estação é operada pela Supervia desde 1998. Em 8 de junho de 2006, o governo do estado do Rio, através de um financiamento do Banco Internacional para Reconstrução e Desenvolvimento (BIRD) reinaugurou a estação, que recebeu equipamentos de acessibilidade.

## Plataformas
|  | ↑ a ↑ |

| 1 |

|  | ↓ b ↓ |

|  | ↑ c ↑ |

|  | ↓ d ↓ |

|  | ↑ a ↑ |

| 1 |

|  | ↓ b ↓ |

|  | ↑ c ↑ |

|  | ↓ d ↓ |

|  | ↑ a ↑ |

| 1 |

|  | ↓ b ↓ |

|  | ↑ c ↑ |

|  | ↓ d ↓ |

|  | ↑ a ↑ |

| 1 |

|  | ↓ b ↓ |

|  | ↑ c ↑ |

|  | ↓ d ↓ |